# Rubus defectionis
Rubus defectionis är en rosväxtart som beskrevs av Merritt Lyndon Fernald. Rubus defectionis ingår i släktet rubusar, och familjen rosväxter. Inga underarter finns listade i Catalogue of Life.